# Deadly Boring
Deadly Boring är en svensk-mexikansk kortfilm från 2001 i regi av Henry Moore Selder. I rollerna ses bland andra Sara Lundén, Don Antonio Villaverde och Mauricio Katz.
Filmen är utformad som en musikal och skildrar en sångerska under några timmar då hon försöker att sköta sitt jobb, samtidigt som hon i sina sånger söker bringa ordning i sina trassliga kärleksaffärer. Den spelades in år 2000 i Mexiko.
Manuset till Deadly Boring skrevs av Lundén som även var producent tillsammans med José-León Cerrillo. Fotograf och klippare var Moore Selder och musiken skrevs av Lundén. Premiären ägde rum den 27 januari 2001 på Göteborgs filmfestival. Filmen nominerades till en Guldbagge 2002 i kategorin Bästa kortfilm.

## Rollista
- Sara Lundén – Saralunden
- Don Antonio Villaverde – scenarbetaren
- Mauricio Katz	– taxichauffören
- Rodrigo Cortina – medlem av manskören
- Hector Arevalo – medlem av manskören
- Xavier Velasco – medlem av manskören
- Luis Márquez Michel – medlem av manskören
- Mario Morales López – statist
- Julio Rubio López – statist
- Angélica Ubaldo – statist